# Bajram Begaj
Bajram Begaj (* 20. března 1967 Rrogozhinë) je albánský vojenský důstojník ve výslužbě a politik, který je od 24. července 2022 prezidentem Albánie.
Před vstupem do politiky působil v Albánských ozbrojených silách. V letech 2020–2022 působil jako náčelník Generálního štábu Albánských ozbrojených sil. Ačkoli je politicky nezávislý, byl 3. června 2022 oficiálně nominován vládní Socialistickou stranou jako kandidát do čtvrtého kola prezidentských voleb v roce 2022. Begaj je po Ahmetu Zoguovi, Ramizu Aliaovi, Alfredu Moisiuovi a Bujaru Nishanim pátým prezidentem v historii Albánie, který má vojenskou minulost.

## Politická kariéra
Dne 4. června 2022 byl albánským parlamentem zvolen do funkce prezidenta. Pro jeho zvolení hlasovalo celkem 82 poslanců, proti byly 4 hlasy a 1 poslanec se zdržel hlasování. Hlasování bojkotovalo 57 opozičních poslanců, kteří tvrdili, že proces jmenování kandidátů byl neregulérní. Přísahu složil 24. července 2022.

## Osobní život
Begaj je ženatý s Armandou, s níž má dva syny, Doriana a Klajdiho.